# Wilhelm I. (Braunschweig-Wolfenbüttel)

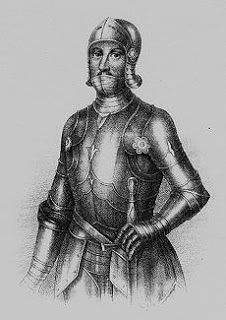
Wilhelm der Siegreiche

Wilhelm, der Siegreiche, Herzog zu Braunschweig und Lüneburg (* 1392; † 25. Juli 1482) aus dem Geschlecht der Welfen war von 1416 bis 1428 Fürst von Lüneburg, von 1428 bis 1432 sowie von 1473 bis 1482 Fürst von Braunschweig-Wolfenbüttel, von 1432 bis 1473 Fürst von Calenberg sowie von 1463 bis 1473 Fürst von Göttingen.

## Leben
Wilhelm übernahm nach dem Tode seines Vaters Heinrich 1416 gemeinsam mit seinem Bruder Heinrich dem Friedfertigen die Regierung des Fürstentums Lüneburg. 1428 kam es zwischen den Brüdern und ihrem in Wolfenbüttel regierenden Onkel Bernhard zu einer erneuten Aufteilung der welfischen Besitztümer, bei der die Brüder Wilhelm und Heinrich das um das Land zwischen Deister und Leine, das spätere Fürstentum Calenberg, erweiterte Fürstentum Braunschweig-Wolfenbüttel zugesprochen bekamen und Bernhard das Fürstentum Lüneburg erhielt. Nach einer gemeinsamen Herrschaftszeit teilten sie 1432 das Gebiet erneut auf. Während Heinrich das Wolfenbüttler Land erhielt, wurde Wilhelm mit dem neugebildeten Fürstentum Calenberg abgefunden. Die Herrschaft, die Wilhelm damals erhalten hatte, hatte noch keinen Namen. Sie bestand aus den ehemals zum Fürstentum Lüneburg gehörenden Rechten zwischen Deister und Leine sowie der ehemaligen Grafschaft Wölpe, der Herrschaft Hallermund sowie den Herrschaften Homburg und Everstein. Da die welfischen Fürsten alle den Titel Herzog zu Braunschweig und Lüneburg führten und die von ihnen regierten Gebiete Teilfürstentümer des Herzogtums Braunschweig-Lüneburg waren, wurden die von ihnen regierten Länder nach der wichtigsten Burg oder Stadt benannt. Wilhelm wohnte häufig auf der Burg Calenberg und ließ von hier aus das Territorium verwalten. Vermutlich ist deswegen der Name Fürstentum Calenberg in dieser Zeit entstanden. Es gelang Wilhelm kurz darauf 1442 bzw. endgültig 1463, auch die Herrschaft über das Fürstentum Göttingen wahrzunehmen. 1473 erbte Wilhelm von seinem söhnelosen Bruder auch das Fürstentum Wolfenbüttel, trat aber die Herrschaft über Calenberg an seine Söhne Wilhelm d. J. und Friedrich, genannt „der Unruhige“ oder „Turbulentus“, ab.

## Nachkommen
Wilhelm war in erster Ehe seit 1423 mit Cäcilie von Brandenburg, Tochter von Friedrich I. von Brandenburg, und in zweiter Ehe seit 1466 mit Mathilde von Schauenburg verheiratet. Sie war die Witwe von Bernhard II. von Braunschweig-Lüneburg († 9. Februar 1464). Aus erster Ehe stammen zwei Söhne:
- Friedrich (1424–1495)
- Wilhelm (1425–1503)